# Enjoy Yourself
Enjoy Yourself ist das zweite Studioalbum der australischen Popsängerin Kylie Minogue. Es erschien im Oktober 1989.

## Geschichte
Erneut mit dem Team Stock Aitken Waterman begann Minogue nach dem Erfolg ihres Debüts im Februar 1989 in London mit den Aufnahmen zum Nachfolger. Die eigentlichen Aufnahmesessions fanden im April und Juli 1989 statt. In diesen Monaten wurden auch vorab bereits zwei Singles veröffentlicht. Die vierte Single, Tears on My Pillow ist ein Cover, das ursprüngliche von Little Anthony and the Imperials stammt. Minogue hörte den Song, als sie zum Essen in Pete Watermans Haus eingeladen war.

## Erfolg und Kritik
Chris True von Allmusic schrieb, es sei wegen des gleichen Produktionsteams nicht überraschend, dass die Platte ähnlich klinge wie die erste – was gut sei, denn zu dieser Zeit sei diese Formel „pures Gold“ gewesen. Das Album enthalte Songs, die „catchy“, eingängig seien. Die Wertung lag bei 2,5 von fünf Sternen. Die Seite Digital Spy vergab drei von fünf Sternen. Das Album biete etwas mehr Abwechslung als das Debüt, habe aber etwas weniger Charme. Das Album erreichte Platz 1 und Vierfachplatin in Großbritannien und Platz neun in ihrem Heimatland Australien. In Deutschland erreichte es Platz 33.

## Titelliste
1. Hand on Your Heart – 3:51
2. Wouldn’t Change a Thing – 3:15
3. Never Too Late 3:27
4. Nothing to Lose – 3:25
5. Tell Tale Signs – 2:27
6. My Secret Heart – 2:53
7. I’m Over Dreaming (Over You) – 3:28
8. Tears on My Pillow (Sylvester Bradford, Al Lewis) – 2:33
9. Heaven and Earth – 3:47
10. Enjoy Yourself – 3:45

## Kommerzieller Erfolg

### Chartplatzierungen
| ChartsChartplatzierungen     | Höchstplatzierung | Wochen |
| ---------------------------- | ----------------- | ------ |
| Australien (ARIA)            | 9 (16 Wo.)        | 16     |
| Deutschland (GfK)            | 33 (13 Wo.)       | 13     |
| Schweiz (IFPI)               | 13 (3 Wo.)        | 3      |
| Vereinigtes Königreich (OCC) | 1 (34 Wo.)        | 34     |

### Auszeichnungen für Musikverkäufe
| Land/Region                  | Auszeichnungen für Musikverkäufe (Land/Region, Auszeichnung, Verkäufe) | Verkäufe  |
| ---------------------------- | ---------------------------------------------------------------------- | --------- |
| Australien (ARIA)            | Platin                                                                 | 70.000    |
| Frankreich (SNEP)            | Gold                                                                   | 100.000   |
| Hongkong (IFPI/HKRIA)        | Gold                                                                   | 10.000    |
| Japan (RIAJ)                 | Gold                                                                   | 100.000   |
| Neuseeland (RMNZ)            | Platin                                                                 | 20.000    |
| Schweiz (IFPI)               | Gold                                                                   | 25.000    |
| Spanien (Promusicae)         | Gold                                                                   | 50.000    |
| Vereinigtes Königreich (BPI) | 4× Platin                                                              | 1.200.000 |
| Insgesamt                    | 5× Gold · 6× Platin ·                                                  | 1.575.000 |

Hauptartikel: Kylie Minogue/Auszeichnungen für Musikverkäufe